# Aras (Name)
Aras ist ein männlicher Vorname und Familienname.

## Herkunft und Bedeutung
Aras ist ein türkischer und persischer männlicher Vorname und Familienname.
Aras ist ein litauischer männlicher Vorname mit der Bedeutung Adler.

## Namensträger

### Vorname
- Aras Ören (* 1939), türkischer Schriftsteller, Journalist und Schauspieler
- Aras Özbiliz (* 1990), niederländischer Fußballspieler armenischer Abstammung
- Aras Razak (* etwa 1970), indonesischer Badmintonspieler

### Familienname
- Ahmet Aras (* 1987), türkischer Fußballspieler
- Bulut Aras (* 1953), türkischer Film- und Fernsehschauspieler
- Muhterem Aras (* 1966), türkisch-deutsche Politikerin (Bündnis 90/Die Grünen), seit 2016 Landtagspräsidentin in Baden-Württemberg
- Maryam Aras (* 1982), deutsche Autorin, Kritikerin und Literaturwissenschaftlerin
- Tevfik Rüştü Aras (1883–1972), türkischer Arzt, Außenminister, Gründungsmitglied der Kommunistischen Partei der Türkei und Präsident des Völkerbunds